# Els Farad
Els Farad (títol original en castellà, Los Farad) és una sèrie de televisió per internet espanyola d'acció i thriller creada per Mariano Barroso i Alejandro Hernández, escrita per Hernández i dirigida per Barroso per a Prime Video. És protagonitzada per Miguel Herrán i Susana Abaitua. Es va estrenar el 12 de desembre del 2023 amb el doblatge i subtítols en català.

## Trama
Marbella, anys 80. L'Oskar (Miguel Herrán) és un noi que somia muntar un gimnàs i que, de la mà de la Sara Farad (Susana Abaitua), acaba endinsant-se en el fascinant món de la Costa del Sol, amb la seva jet-set, les seves excentricitats i la seva geopolítica. L'Oskar ho aconsegueix tot gràcies als Farad, una família que ofereix un futur, però amb el més inesperat dels oficis: el tràfic d'armes.

## Repartiment
- Miguel Herrán com a Oskar
- Susana Abaitua com a Sara Farad
- Pedro Casablanc
- Adam Jezierski
- Nora Navas
- Amparo Piñero
- Fernando Tejero
- Igal Naor com a Abdel Mawad
- Makram Khoury com a Monzer Al Aasad

## Producció
El 12 de gener del 2022, durant una presentació de les seves properes produccions espanyoles, Prime Video va anunciar, entre altres novetats, el desenvolupament de la sèrie criminal Els Farad, basada en fets reals, que va ser creada pel guionista Alejandro Hernández i el director Mariano Barrós. El juliol de 2022, Miguel Herrán i Susana Abaitua van ser anunciats com els protagonistes de la sèrie. El rodatge va tenir lloc al llarg de 2022 en diferents localitzacions de la província de Granada, com Almuñécar Motril, La Herradura i Màlaga (l'ajuntament del qual va ser usat per a les escenes d'un hotel de la Costa Blava), i va concloure el gener de 2023.

## Estrena
El 6 d'octubre de 2022, Prime Video va treure el tràiler d'Els Farad i va programar la seva estrena per al 12 de desembre de 2023.